# Рогоаза
Рогоаза (рум. Rogoaza) — село у повіті Бакеу в Румунії. Входить до складу комуни Корбаска.
Село розташоване на відстані 217 км на північ від Бухареста, 39 км на південний схід від Бакеу, 106 км на південь від Ясс, 114 км на північний захід від Галаца, 135 км на північний схід від Брашова.

## Населення
За даними перепису населення 2002 року у селі проживали 362 особи, усі — румуни. Усі жителі села рідною мовою назвали румунську.